# Zaubernussgewächse
Die Zaubernussgewächse (Hamamelidaceae), auch Hamamelisgewächse genannt, sind eine Pflanzenfamilie, die zur Ordnung der Steinbrechartigen (Saxifragales) gehört. Die Arten dieser Familie kommt in allen Regionen der Welt von den gemäßigten Gebieten bis in die Tropen vor, ihre Hauptverbreitungsgebiete sind die Subtropen. Einige Arten sind Zierpflanzen in Parks und Gärten oder liefern gutes Holz; von wenigen Arten ist eine medizinische Verwendung bekannt.

## Beschreibung

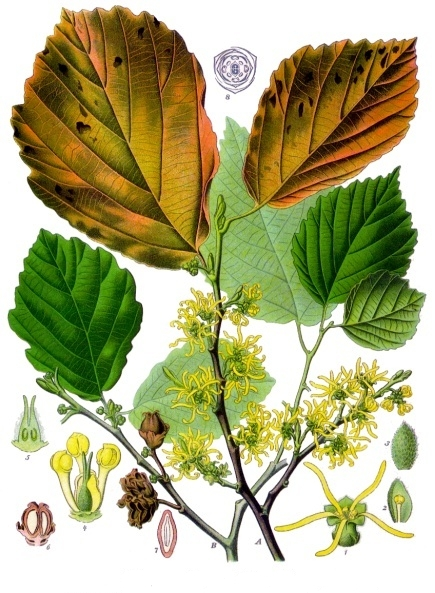
Illustration der Virginischen Zaubernuss (Hamamelis virginiana)

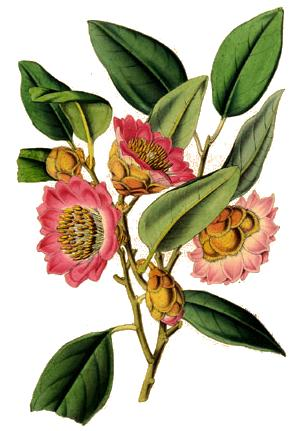
Illustration von Rhodoleia championii

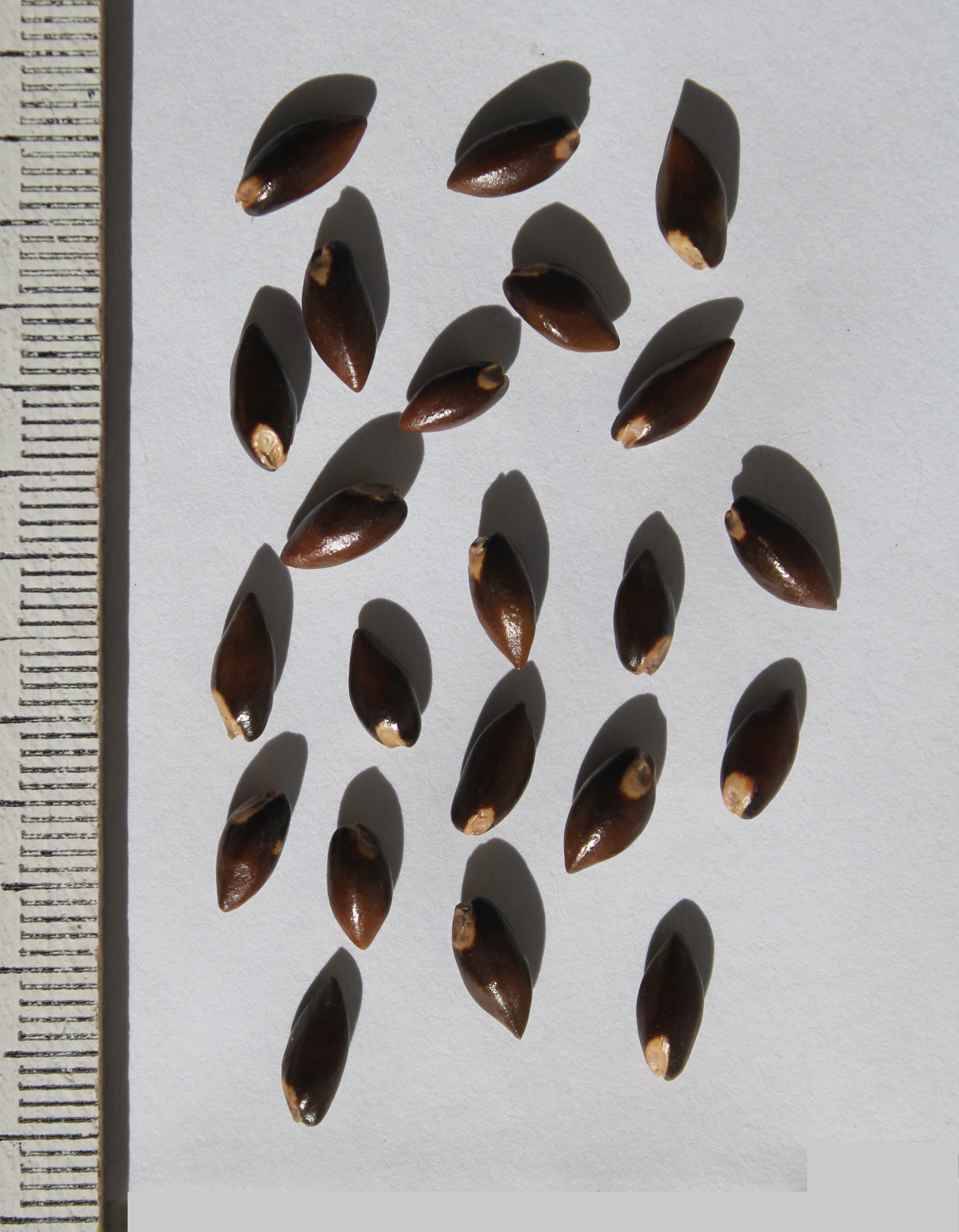
Samen von Parrotia persica

### Habitus und Blätter
Es sind verholzende Pflanzen: Sträucher und Bäume. Einige Arten sind immergrün, die meisten sind aber laubabwerfend. Es sind echte Tracheide vorhanden und Sklereide kommen häufig vor. An Pflanzenteilen sind meist Sternhaare (Trichome) vorhanden. Es sind meist Knospenschuppen vorhanden.
Die meist wechselständig und zweizeilig oder seltener spiralig, selten gegenständig an den Zweigen angeordneten Laubblätter sind in Blattstiel und Blattspreite gegliedert. Die einfachen oder geteilten, oft handförmigen Blattspreiten besitzt einen glatten oder gesägten Rand. Die Netznervatur ist gefiedert oder handförmig. Bei manchen Arten duften die Laubblätter. Die Stomata sind paracytisch. Die oberirdischen Pflanzenarten sind behaart (Indument), aber fast nie drüsig und meist nicht einfach. Es sind meist zwei winzige bis relativ große Nebenblätter vorhanden; sie sind oft haltbar.

### Blütenstände und Blüten
Viele Blüten stehen in end- oder seitenständigen, meist ährigen, seltener rispigen, traubigen oder kopfigen Blütenständen zusammen. Es können Tragblätter vorhanden sein. Es sind relativ kleine Deckblätter vorhanden.
Die Blüten sind zwittrig oder eingeschlechtig; die Pflanzenarten sind monözisch, andromonözisch oder polygamomonözisch, manchmal zwittrig. Die meist relativ kleinen bis mittelgroßen, meist radiärsymmetrischen (zygomorphen nur bei Rhodoleia) Blüten sind meist vier- bis fünfzählig (zwei- bis siebenzählig). Die meist haltbaren, meist vier bis fünf, selten bis zu zehn Kelchblätter sind verwachsenen oder fehlen selten. Wenn Kronblätter vorhanden sind, dann sind es zwei, vier oder fünf, sie sind frei, manchmal sind sie genagelt und fallen früh ab; sie sind gelb, weiß, grünlich oder rot. Der Blütenbecher ist niedrig-becherförmig bis urnenförmig oder er fehlt manchmal. Es kann ein, zwischen Staub- und Fruchtblättern angeordneter, Diskus, der oft ringförmig ist, vorhanden sein. Es sind drei, meist vier bis fünf, zehn bis 14 oder 15 bis 32 freie Staubblätter vorhanden und können in einem oder seltener in zwei Kreisen angeordnet sein; sie sind entweder alle fertil oder die des inneren Kreises sind zu Staminodien umgewandelt. Die meist basifixen Staubbeutel öffnen sich mit Poren oder kurzem bis langem Längsschlitzen oder meist mit Längsklappen. Die zweizelligen Pollenkörner besitzen drei oder vier bis 15 Aperturaten und sind colpat, colporat oder rugat. Es sind meist zwei selten drei ober- bis unterständige Fruchtblätter vorhanden; sie sind frei (apokarp) bis verwachsen (synkarp); sie sind wenigstens am oberen Ende frei. Der Fruchtknoten ist meist zweikammerig. Jedes Fruchtblatt enthält meist ein bis sechs, selten bis 15 hängende, anatrope, bitegmische, crassinucellate Samenanlagen in zentraler (axillärer) Plazentation. Die jeweils zwei haltbaren, aufrechten bis zurückgekrümmten Griffel enden jeweils in einer einfachen Narbe.

### Früchte und Samen
An den Kapselfrüchten sind oft noch die Kelchblätter erhalten. Die verholzenden Kapselfrüchte öffnen sich lokulizidal oder septizidal mit zwei Fruchtklappen. Das Endokarp ist verholzt oder ledrig. Je Fruchtblatt entwickeln sich ein bis viele  Samen. Wenn es nur ein Same ist, dann ist er sehr groß mit dicker, harter, zweifarbiger, schwarzer oder brauner, glänzender Samenschale und es ist ein großes Hilum vorhanden. Wenn die Samen klein sind, dann können sie geflügelt sein. Im Samen ist eine dünne Schicht, ölhaltiges Endosperm und ein gerader, gut entwickelter, gerader Embryo enthalten. Die zwei Keimblätter (Kotyledonen) sind flach und laubblattähnlich. Die Radicula ist relativ kurz.

### Inhaltsstoffe und Chromosomensätze
Charakteristische Inhaltsstoffe sind C-Glycosyl-Flavone. Es werden Polyphenole, beispielsweise Gerbstoffe wie Gallotannine akkumuliert. Schizogene Exkretgänge enthalten Balsame.
Die Chromosomengrundzahlen betragen x = 8 und x = 12.

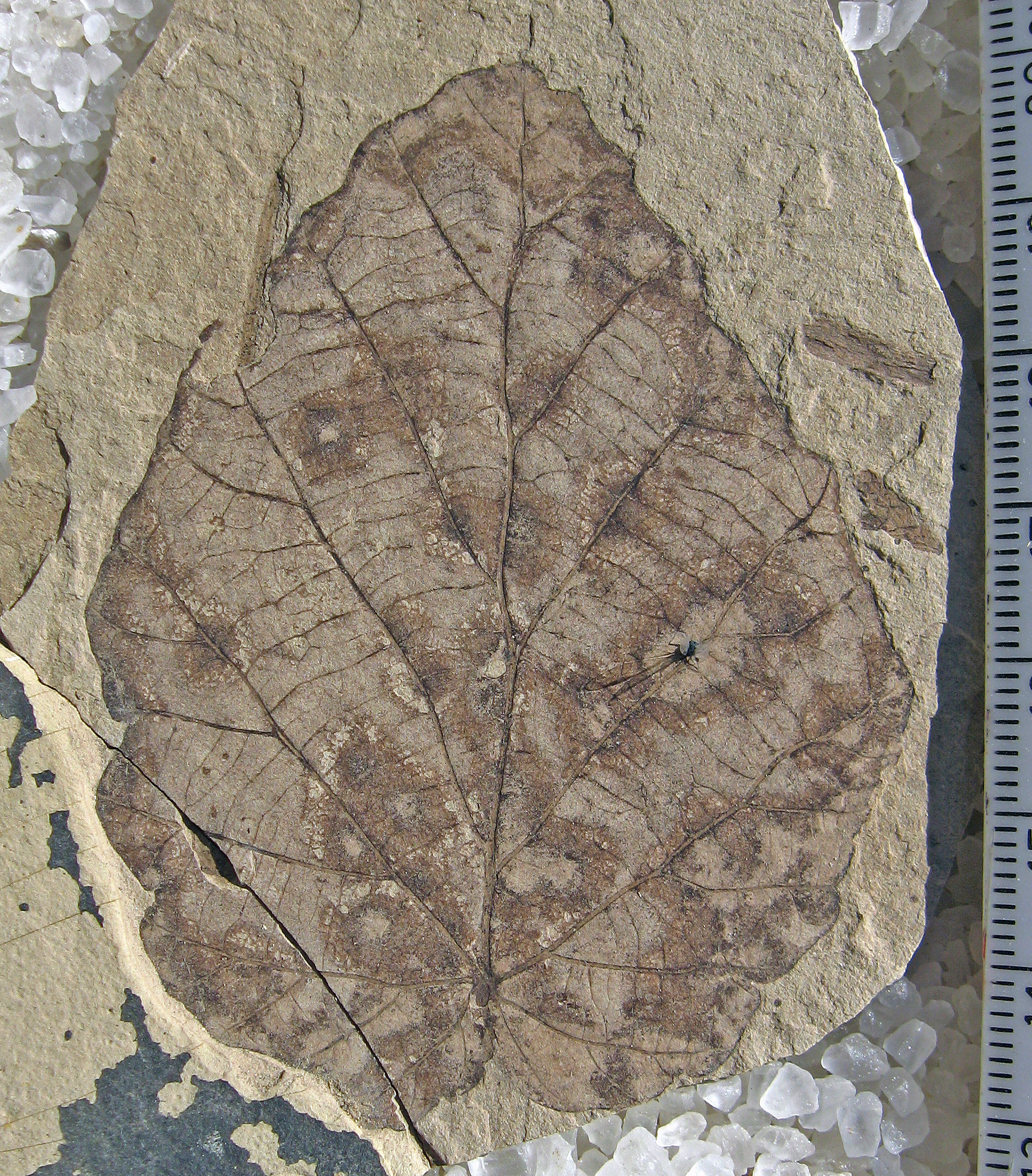
Fossiles Blatt von Fothergilla malloryi, etwa 49 Millionen Jahre alt aus der „Klondike Mountain Formation“ in Ferry County, Washington, USA

Rezente Verbreitung der Familie Hamamelidaceae

## Ökologie
Sie sind mesophytisch oder xerophytisch.
Die Bestäubung erfolgt durch Insekten (Entomophilie) oder Wind (Anemophilie). Von den insektenbestäubten Hamamelis-Arten mit auffälligen Kronblättern über die nur sekundär-insektenbestäubten
Fothergilla-Arten bei den Kronblätter fehlen aber andere Blütenteile auffällig sind, sowie bei der Parrotiopsis-Art, deren Schauorgane Hochblätter sind, bis zu den hauptsächlich windbestäubten Parrotia-Arten, denen Kronblätter fehlen und bei denen die Staubblätter und Narben am auffälligsten sind gibt es viele Abwandlungen in der Blütenmorphologie und der jeweiligen Bestäubung.
Die Samen werden bei manchen Arten aus der Kapselfrucht hinaus geschleudert.

## Systematik und Verbreitung
Die Erstveröffentlichung des Familiennamens erfolgte 1818 durch Robert Brown in Gottlieb Friedrich Abel: Narrative of a Journey in the Interior of China, S. 374. Die Typusgattung ist Hamamelis L. Synonyme für Hamamelidaceae R.Br. nom. cons. sind: Disanthaceae Nakai, Exbucklandiaceae Reveal & Doweld, Fothergillaceae Nutt., Parrotiaceae Horan., Rhodoleiaceae Nakai.
Die rezente disjunkte Verbreitung der Familie und einzelner Gattungen ist nur ein Rest der früheren weiten Verbreitung. Die Arten gedeihen von den Gemäßigten Gebieten bis in die Tropen mit Schwerpunkten in den Subtropen auf der Nord- und Südhalbkugel (nur fünf Gattungen). Arten gibt es vom östlichen Nordamerika, über Mexiko bis ins südliche Zentralamerika, in Asien, Afrika, Madagaskar, auf Pazifischen Inseln und in Australien. Das Zentrum der Artenvielfalt liegt in der Südasiatischen und der nördlichen Indochinesischen Region. Fossilfunde erlauben das Alter der Hamamelidaceae auf 84 bis 86 Millionen Jahre zu schätzen (Zhou et al. 2001); andere Autoren geben stark davon abweichende Zeitangaben an. Während viele Fossilien in Europa gefunden wurden, ist dort rezent keine Art mehr natürlich beheimatet.
Innerhalb der Ordnung der Saxifragales bilden Familien mit verholzenden Arten: Hamamelidaceae, Altingiaceae, Cercidiphyllaceae, Daphniphyllaceae und Paeoniaceae eine Klade. Bei „APG III“ sowie „APG IV“ gehört die Familie Hamamelidaceae zur Ordnung Saxifragales.
Kladogramm nach der APWebsite:
|  | Hamamelidaceae                                                         |
|  |                                                                        |
|  | \| \| Cercidiphyllaceae \| \| \| \| \| \| Daphniphyllaceae \| \| \| \| |
|  |                                                                        |
|  | Cercidiphyllaceae                                                      |
|  |                                                                        |
|  | Daphniphyllaceae                                                       |
|  |                                                                        |

|  | Cercidiphyllaceae |
|  |                   |
|  | Daphniphyllaceae  |
|  |                   |

|  | Hamamelidaceae                                                         |
|  |                                                                        |
|  | \| \| Cercidiphyllaceae \| \| \| \| \| \| Daphniphyllaceae \| \| \| \| |
|  |                                                                        |
|  | Cercidiphyllaceae                                                      |
|  |                                                                        |
|  | Daphniphyllaceae                                                       |
|  |                                                                        |

|  | Cercidiphyllaceae |
|  |                   |
|  | Daphniphyllaceae  |
|  |                   |

|  | Hamamelidaceae                                                         |
|  |                                                                        |
|  | \| \| Cercidiphyllaceae \| \| \| \| \| \| Daphniphyllaceae \| \| \| \| |
|  |                                                                        |
|  | Cercidiphyllaceae                                                      |
|  |                                                                        |
|  | Daphniphyllaceae                                                       |
|  |                                                                        |

|  | Cercidiphyllaceae |
|  |                   |
|  | Daphniphyllaceae  |
|  |                   |

|  | Hamamelidaceae                                                         |
|  |                                                                        |
|  | \| \| Cercidiphyllaceae \| \| \| \| \| \| Daphniphyllaceae \| \| \| \| |
|  |                                                                        |
|  | Cercidiphyllaceae                                                      |
|  |                                                                        |
|  | Daphniphyllaceae                                                       |
|  |                                                                        |

|  | Cercidiphyllaceae |
|  |                   |
|  | Daphniphyllaceae  |
|  |                   |

|  | Tetracarpaeaceae                                              |
|  |                                                               |
|  | \| \| Penthoraceae \| \| \| \| \| \| Haloragaceae \| \| \| \| |
|  |                                                               |
|  | Penthoraceae                                                  |
|  |                                                               |
|  | Haloragaceae                                                  |
|  |                                                               |

|  | Penthoraceae |
|  |              |
|  | Haloragaceae |
|  |              |

|  | Tetracarpaeaceae                                              |
|  |                                                               |
|  | \| \| Penthoraceae \| \| \| \| \| \| Haloragaceae \| \| \| \| |
|  |                                                               |
|  | Penthoraceae                                                  |
|  |                                                               |
|  | Haloragaceae                                                  |
|  |                                                               |

|  | Penthoraceae |
|  |              |
|  | Haloragaceae |
|  |              |

|  | Tetracarpaeaceae                                              |
|  |                                                               |
|  | \| \| Penthoraceae \| \| \| \| \| \| Haloragaceae \| \| \| \| |
|  |                                                               |
|  | Penthoraceae                                                  |
|  |                                                               |
|  | Haloragaceae                                                  |
|  |                                                               |

|  | Penthoraceae |
|  |              |
|  | Haloragaceae |
|  |              |

|  | Tetracarpaeaceae                                              |
|  |                                                               |
|  | \| \| Penthoraceae \| \| \| \| \| \| Haloragaceae \| \| \| \| |
|  |                                                               |
|  | Penthoraceae                                                  |
|  |                                                               |
|  | Haloragaceae                                                  |
|  |                                                               |

|  | Penthoraceae |
|  |              |
|  | Haloragaceae |
|  |              |

|  | Pterostemonaceae |
|  |                  |
|  | Iteaceae         |
|  |                  |

|  | Grossulariaceae |
|  |                 |
|  | Saxifragaceae   |
|  |                 |

|  | Pterostemonaceae |
|  |                  |
|  | Iteaceae         |
|  |                  |

|  | Grossulariaceae |
|  |                 |
|  | Saxifragaceae   |
|  |                 |

|  | Tetracarpaeaceae                                              |
|  |                                                               |
|  | \| \| Penthoraceae \| \| \| \| \| \| Haloragaceae \| \| \| \| |
|  |                                                               |
|  | Penthoraceae                                                  |
|  |                                                               |
|  | Haloragaceae                                                  |
|  |                                                               |

|  | Penthoraceae |
|  |              |
|  | Haloragaceae |
|  |              |

|  | Tetracarpaeaceae                                              |
|  |                                                               |
|  | \| \| Penthoraceae \| \| \| \| \| \| Haloragaceae \| \| \| \| |
|  |                                                               |
|  | Penthoraceae                                                  |
|  |                                                               |
|  | Haloragaceae                                                  |
|  |                                                               |

|  | Penthoraceae |
|  |              |
|  | Haloragaceae |
|  |              |

|  | Tetracarpaeaceae                                              |
|  |                                                               |
|  | \| \| Penthoraceae \| \| \| \| \| \| Haloragaceae \| \| \| \| |
|  |                                                               |
|  | Penthoraceae                                                  |
|  |                                                               |
|  | Haloragaceae                                                  |
|  |                                                               |

|  | Penthoraceae |
|  |              |
|  | Haloragaceae |
|  |              |

|  | Tetracarpaeaceae                                              |
|  |                                                               |
|  | \| \| Penthoraceae \| \| \| \| \| \| Haloragaceae \| \| \| \| |
|  |                                                               |
|  | Penthoraceae                                                  |
|  |                                                               |
|  | Haloragaceae                                                  |
|  |                                                               |

|  | Penthoraceae |
|  |              |
|  | Haloragaceae |
|  |              |

|  | Pterostemonaceae |
|  |                  |
|  | Iteaceae         |
|  |                  |

|  | Grossulariaceae |
|  |                 |
|  | Saxifragaceae   |
|  |                 |

|  | Pterostemonaceae |
|  |                  |
|  | Iteaceae         |
|  |                  |

|  | Grossulariaceae |
|  |                 |
|  | Saxifragaceae   |
|  |                 |

|  | Hamamelidaceae                                                         |
|  |                                                                        |
|  | \| \| Cercidiphyllaceae \| \| \| \| \| \| Daphniphyllaceae \| \| \| \| |
|  |                                                                        |
|  | Cercidiphyllaceae                                                      |
|  |                                                                        |
|  | Daphniphyllaceae                                                       |
|  |                                                                        |

|  | Cercidiphyllaceae |
|  |                   |
|  | Daphniphyllaceae  |
|  |                   |

|  | Hamamelidaceae                                                         |
|  |                                                                        |
|  | \| \| Cercidiphyllaceae \| \| \| \| \| \| Daphniphyllaceae \| \| \| \| |
|  |                                                                        |
|  | Cercidiphyllaceae                                                      |
|  |                                                                        |
|  | Daphniphyllaceae                                                       |
|  |                                                                        |

|  | Cercidiphyllaceae |
|  |                   |
|  | Daphniphyllaceae  |
|  |                   |

|  | Hamamelidaceae                                                         |
|  |                                                                        |
|  | \| \| Cercidiphyllaceae \| \| \| \| \| \| Daphniphyllaceae \| \| \| \| |
|  |                                                                        |
|  | Cercidiphyllaceae                                                      |
|  |                                                                        |
|  | Daphniphyllaceae                                                       |
|  |                                                                        |

|  | Cercidiphyllaceae |
|  |                   |
|  | Daphniphyllaceae  |
|  |                   |

|  | Hamamelidaceae                                                         |
|  |                                                                        |
|  | \| \| Cercidiphyllaceae \| \| \| \| \| \| Daphniphyllaceae \| \| \| \| |
|  |                                                                        |
|  | Cercidiphyllaceae                                                      |
|  |                                                                        |
|  | Daphniphyllaceae                                                       |
|  |                                                                        |

|  | Cercidiphyllaceae |
|  |                   |
|  | Daphniphyllaceae  |
|  |                   |

|  | Tetracarpaeaceae                                              |
|  |                                                               |
|  | \| \| Penthoraceae \| \| \| \| \| \| Haloragaceae \| \| \| \| |
|  |                                                               |
|  | Penthoraceae                                                  |
|  |                                                               |
|  | Haloragaceae                                                  |
|  |                                                               |

|  | Penthoraceae |
|  |              |
|  | Haloragaceae |
|  |              |

|  | Tetracarpaeaceae                                              |
|  |                                                               |
|  | \| \| Penthoraceae \| \| \| \| \| \| Haloragaceae \| \| \| \| |
|  |                                                               |
|  | Penthoraceae                                                  |
|  |                                                               |
|  | Haloragaceae                                                  |
|  |                                                               |

|  | Penthoraceae |
|  |              |
|  | Haloragaceae |
|  |              |

|  | Tetracarpaeaceae                                              |
|  |                                                               |
|  | \| \| Penthoraceae \| \| \| \| \| \| Haloragaceae \| \| \| \| |
|  |                                                               |
|  | Penthoraceae                                                  |
|  |                                                               |
|  | Haloragaceae                                                  |
|  |                                                               |

|  | Penthoraceae |
|  |              |
|  | Haloragaceae |
|  |              |

|  | Tetracarpaeaceae                                              |
|  |                                                               |
|  | \| \| Penthoraceae \| \| \| \| \| \| Haloragaceae \| \| \| \| |
|  |                                                               |
|  | Penthoraceae                                                  |
|  |                                                               |
|  | Haloragaceae                                                  |
|  |                                                               |

|  | Penthoraceae |
|  |              |
|  | Haloragaceae |
|  |              |

|  | Pterostemonaceae |
|  |                  |
|  | Iteaceae         |
|  |                  |

|  | Grossulariaceae |
|  |                 |
|  | Saxifragaceae   |
|  |                 |

|  | Pterostemonaceae |
|  |                  |
|  | Iteaceae         |
|  |                  |

|  | Grossulariaceae |
|  |                 |
|  | Saxifragaceae   |
|  |                 |

|  | Tetracarpaeaceae                                              |
|  |                                                               |
|  | \| \| Penthoraceae \| \| \| \| \| \| Haloragaceae \| \| \| \| |
|  |                                                               |
|  | Penthoraceae                                                  |
|  |                                                               |
|  | Haloragaceae                                                  |
|  |                                                               |

|  | Penthoraceae |
|  |              |
|  | Haloragaceae |
|  |              |

|  | Tetracarpaeaceae                                              |
|  |                                                               |
|  | \| \| Penthoraceae \| \| \| \| \| \| Haloragaceae \| \| \| \| |
|  |                                                               |
|  | Penthoraceae                                                  |
|  |                                                               |
|  | Haloragaceae                                                  |
|  |                                                               |

|  | Penthoraceae |
|  |              |
|  | Haloragaceae |
|  |              |

|  | Tetracarpaeaceae                                              |
|  |                                                               |
|  | \| \| Penthoraceae \| \| \| \| \| \| Haloragaceae \| \| \| \| |
|  |                                                               |
|  | Penthoraceae                                                  |
|  |                                                               |
|  | Haloragaceae                                                  |
|  |                                                               |

|  | Penthoraceae |
|  |              |
|  | Haloragaceae |
|  |              |

|  | Tetracarpaeaceae                                              |
|  |                                                               |
|  | \| \| Penthoraceae \| \| \| \| \| \| Haloragaceae \| \| \| \| |
|  |                                                               |
|  | Penthoraceae                                                  |
|  |                                                               |
|  | Haloragaceae                                                  |
|  |                                                               |

|  | Penthoraceae |
|  |              |
|  | Haloragaceae |
|  |              |

|  | Pterostemonaceae |
|  |                  |
|  | Iteaceae         |
|  |                  |

|  | Grossulariaceae |
|  |                 |
|  | Saxifragaceae   |
|  |                 |

|  | Pterostemonaceae |
|  |                  |
|  | Iteaceae         |
|  |                  |

|  | Grossulariaceae |
|  |                 |
|  | Saxifragaceae   |
|  |                 |

|  | Hamamelidaceae                                                         |
|  |                                                                        |
|  | \| \| Cercidiphyllaceae \| \| \| \| \| \| Daphniphyllaceae \| \| \| \| |
|  |                                                                        |
|  | Cercidiphyllaceae                                                      |
|  |                                                                        |
|  | Daphniphyllaceae                                                       |
|  |                                                                        |

|  | Cercidiphyllaceae |
|  |                   |
|  | Daphniphyllaceae  |
|  |                   |

|  | Hamamelidaceae                                                         |
|  |                                                                        |
|  | \| \| Cercidiphyllaceae \| \| \| \| \| \| Daphniphyllaceae \| \| \| \| |
|  |                                                                        |
|  | Cercidiphyllaceae                                                      |
|  |                                                                        |
|  | Daphniphyllaceae                                                       |
|  |                                                                        |

|  | Cercidiphyllaceae |
|  |                   |
|  | Daphniphyllaceae  |
|  |                   |

|  | Hamamelidaceae                                                         |
|  |                                                                        |
|  | \| \| Cercidiphyllaceae \| \| \| \| \| \| Daphniphyllaceae \| \| \| \| |
|  |                                                                        |
|  | Cercidiphyllaceae                                                      |
|  |                                                                        |
|  | Daphniphyllaceae                                                       |
|  |                                                                        |

|  | Cercidiphyllaceae |
|  |                   |
|  | Daphniphyllaceae  |
|  |                   |

|  | Hamamelidaceae                                                         |
|  |                                                                        |
|  | \| \| Cercidiphyllaceae \| \| \| \| \| \| Daphniphyllaceae \| \| \| \| |
|  |                                                                        |
|  | Cercidiphyllaceae                                                      |
|  |                                                                        |
|  | Daphniphyllaceae                                                       |
|  |                                                                        |

|  | Cercidiphyllaceae |
|  |                   |
|  | Daphniphyllaceae  |
|  |                   |

|  | Tetracarpaeaceae                                              |
|  |                                                               |
|  | \| \| Penthoraceae \| \| \| \| \| \| Haloragaceae \| \| \| \| |
|  |                                                               |
|  | Penthoraceae                                                  |
|  |                                                               |
|  | Haloragaceae                                                  |
|  |                                                               |

|  | Penthoraceae |
|  |              |
|  | Haloragaceae |
|  |              |

|  | Tetracarpaeaceae                                              |
|  |                                                               |
|  | \| \| Penthoraceae \| \| \| \| \| \| Haloragaceae \| \| \| \| |
|  |                                                               |
|  | Penthoraceae                                                  |
|  |                                                               |
|  | Haloragaceae                                                  |
|  |                                                               |

|  | Penthoraceae |
|  |              |
|  | Haloragaceae |
|  |              |

|  | Tetracarpaeaceae                                              |
|  |                                                               |
|  | \| \| Penthoraceae \| \| \| \| \| \| Haloragaceae \| \| \| \| |
|  |                                                               |
|  | Penthoraceae                                                  |
|  |                                                               |
|  | Haloragaceae                                                  |
|  |                                                               |

|  | Penthoraceae |
|  |              |
|  | Haloragaceae |
|  |              |

|  | Tetracarpaeaceae                                              |
|  |                                                               |
|  | \| \| Penthoraceae \| \| \| \| \| \| Haloragaceae \| \| \| \| |
|  |                                                               |
|  | Penthoraceae                                                  |
|  |                                                               |
|  | Haloragaceae                                                  |
|  |                                                               |

|  | Penthoraceae |
|  |              |
|  | Haloragaceae |
|  |              |

|  | Pterostemonaceae |
|  |                  |
|  | Iteaceae         |
|  |                  |

|  | Grossulariaceae |
|  |                 |
|  | Saxifragaceae   |
|  |                 |

|  | Pterostemonaceae |
|  |                  |
|  | Iteaceae         |
|  |                  |

|  | Grossulariaceae |
|  |                 |
|  | Saxifragaceae   |
|  |                 |

|  | Tetracarpaeaceae                                              |
|  |                                                               |
|  | \| \| Penthoraceae \| \| \| \| \| \| Haloragaceae \| \| \| \| |
|  |                                                               |
|  | Penthoraceae                                                  |
|  |                                                               |
|  | Haloragaceae                                                  |
|  |                                                               |

|  | Penthoraceae |
|  |              |
|  | Haloragaceae |
|  |              |

|  | Tetracarpaeaceae                                              |
|  |                                                               |
|  | \| \| Penthoraceae \| \| \| \| \| \| Haloragaceae \| \| \| \| |
|  |                                                               |
|  | Penthoraceae                                                  |
|  |                                                               |
|  | Haloragaceae                                                  |
|  |                                                               |

|  | Penthoraceae |
|  |              |
|  | Haloragaceae |
|  |              |

|  | Tetracarpaeaceae                                              |
|  |                                                               |
|  | \| \| Penthoraceae \| \| \| \| \| \| Haloragaceae \| \| \| \| |
|  |                                                               |
|  | Penthoraceae                                                  |
|  |                                                               |
|  | Haloragaceae                                                  |
|  |                                                               |

|  | Penthoraceae |
|  |              |
|  | Haloragaceae |
|  |              |

|  | Tetracarpaeaceae                                              |
|  |                                                               |
|  | \| \| Penthoraceae \| \| \| \| \| \| Haloragaceae \| \| \| \| |
|  |                                                               |
|  | Penthoraceae                                                  |
|  |                                                               |
|  | Haloragaceae                                                  |
|  |                                                               |

|  | Penthoraceae |
|  |              |
|  | Haloragaceae |
|  |              |

|  | Pterostemonaceae |
|  |                  |
|  | Iteaceae         |
|  |                  |

|  | Grossulariaceae |
|  |                 |
|  | Saxifragaceae   |
|  |                 |

|  | Pterostemonaceae |
|  |                  |
|  | Iteaceae         |
|  |                  |

|  | Grossulariaceae |
|  |                 |
|  | Saxifragaceae   |
|  |                 |

|  | Hamamelidaceae                                                         |
|  |                                                                        |
|  | \| \| Cercidiphyllaceae \| \| \| \| \| \| Daphniphyllaceae \| \| \| \| |
|  |                                                                        |
|  | Cercidiphyllaceae                                                      |
|  |                                                                        |
|  | Daphniphyllaceae                                                       |
|  |                                                                        |

|  | Cercidiphyllaceae |
|  |                   |
|  | Daphniphyllaceae  |
|  |                   |

|  | Hamamelidaceae                                                         |
|  |                                                                        |
|  | \| \| Cercidiphyllaceae \| \| \| \| \| \| Daphniphyllaceae \| \| \| \| |
|  |                                                                        |
|  | Cercidiphyllaceae                                                      |
|  |                                                                        |
|  | Daphniphyllaceae                                                       |
|  |                                                                        |

|  | Cercidiphyllaceae |
|  |                   |
|  | Daphniphyllaceae  |
|  |                   |

|  | Hamamelidaceae                                                         |
|  |                                                                        |
|  | \| \| Cercidiphyllaceae \| \| \| \| \| \| Daphniphyllaceae \| \| \| \| |
|  |                                                                        |
|  | Cercidiphyllaceae                                                      |
|  |                                                                        |
|  | Daphniphyllaceae                                                       |
|  |                                                                        |

|  | Cercidiphyllaceae |
|  |                   |
|  | Daphniphyllaceae  |
|  |                   |

|  | Hamamelidaceae                                                         |
|  |                                                                        |
|  | \| \| Cercidiphyllaceae \| \| \| \| \| \| Daphniphyllaceae \| \| \| \| |
|  |                                                                        |
|  | Cercidiphyllaceae                                                      |
|  |                                                                        |
|  | Daphniphyllaceae                                                       |
|  |                                                                        |

|  | Cercidiphyllaceae |
|  |                   |
|  | Daphniphyllaceae  |
|  |                   |

|  | Tetracarpaeaceae                                              |
|  |                                                               |
|  | \| \| Penthoraceae \| \| \| \| \| \| Haloragaceae \| \| \| \| |
|  |                                                               |
|  | Penthoraceae                                                  |
|  |                                                               |
|  | Haloragaceae                                                  |
|  |                                                               |

|  | Penthoraceae |
|  |              |
|  | Haloragaceae |
|  |              |

|  | Tetracarpaeaceae                                              |
|  |                                                               |
|  | \| \| Penthoraceae \| \| \| \| \| \| Haloragaceae \| \| \| \| |
|  |                                                               |
|  | Penthoraceae                                                  |
|  |                                                               |
|  | Haloragaceae                                                  |
|  |                                                               |

|  | Penthoraceae |
|  |              |
|  | Haloragaceae |
|  |              |

|  | Tetracarpaeaceae                                              |
|  |                                                               |
|  | \| \| Penthoraceae \| \| \| \| \| \| Haloragaceae \| \| \| \| |
|  |                                                               |
|  | Penthoraceae                                                  |
|  |                                                               |
|  | Haloragaceae                                                  |
|  |                                                               |

|  | Penthoraceae |
|  |              |
|  | Haloragaceae |
|  |              |

|  | Tetracarpaeaceae                                              |
|  |                                                               |
|  | \| \| Penthoraceae \| \| \| \| \| \| Haloragaceae \| \| \| \| |
|  |                                                               |
|  | Penthoraceae                                                  |
|  |                                                               |
|  | Haloragaceae                                                  |
|  |                                                               |

|  | Penthoraceae |
|  |              |
|  | Haloragaceae |
|  |              |

|  | Pterostemonaceae |
|  |                  |
|  | Iteaceae         |
|  |                  |

|  | Grossulariaceae |
|  |                 |
|  | Saxifragaceae   |
|  |                 |

|  | Pterostemonaceae |
|  |                  |
|  | Iteaceae         |
|  |                  |

|  | Grossulariaceae |
|  |                 |
|  | Saxifragaceae   |
|  |                 |

|  | Tetracarpaeaceae                                              |
|  |                                                               |
|  | \| \| Penthoraceae \| \| \| \| \| \| Haloragaceae \| \| \| \| |
|  |                                                               |
|  | Penthoraceae                                                  |
|  |                                                               |
|  | Haloragaceae                                                  |
|  |                                                               |

|  | Penthoraceae |
|  |              |
|  | Haloragaceae |
|  |              |

|  | Tetracarpaeaceae                                              |
|  |                                                               |
|  | \| \| Penthoraceae \| \| \| \| \| \| Haloragaceae \| \| \| \| |
|  |                                                               |
|  | Penthoraceae                                                  |
|  |                                                               |
|  | Haloragaceae                                                  |
|  |                                                               |

|  | Penthoraceae |
|  |              |
|  | Haloragaceae |
|  |              |

|  | Tetracarpaeaceae                                              |
|  |                                                               |
|  | \| \| Penthoraceae \| \| \| \| \| \| Haloragaceae \| \| \| \| |
|  |                                                               |
|  | Penthoraceae                                                  |
|  |                                                               |
|  | Haloragaceae                                                  |
|  |                                                               |

|  | Penthoraceae |
|  |              |
|  | Haloragaceae |
|  |              |

|  | Tetracarpaeaceae                                              |
|  |                                                               |
|  | \| \| Penthoraceae \| \| \| \| \| \| Haloragaceae \| \| \| \| |
|  |                                                               |
|  | Penthoraceae                                                  |
|  |                                                               |
|  | Haloragaceae                                                  |
|  |                                                               |

|  | Penthoraceae |
|  |              |
|  | Haloragaceae |
|  |              |

|  | Pterostemonaceae |
|  |                  |
|  | Iteaceae         |
|  |                  |

|  | Grossulariaceae |
|  |                 |
|  | Saxifragaceae   |
|  |                 |

|  | Pterostemonaceae |
|  |                  |
|  | Iteaceae         |
|  |                  |

|  | Grossulariaceae |
|  |                 |
|  | Saxifragaceae   |
|  |                 |

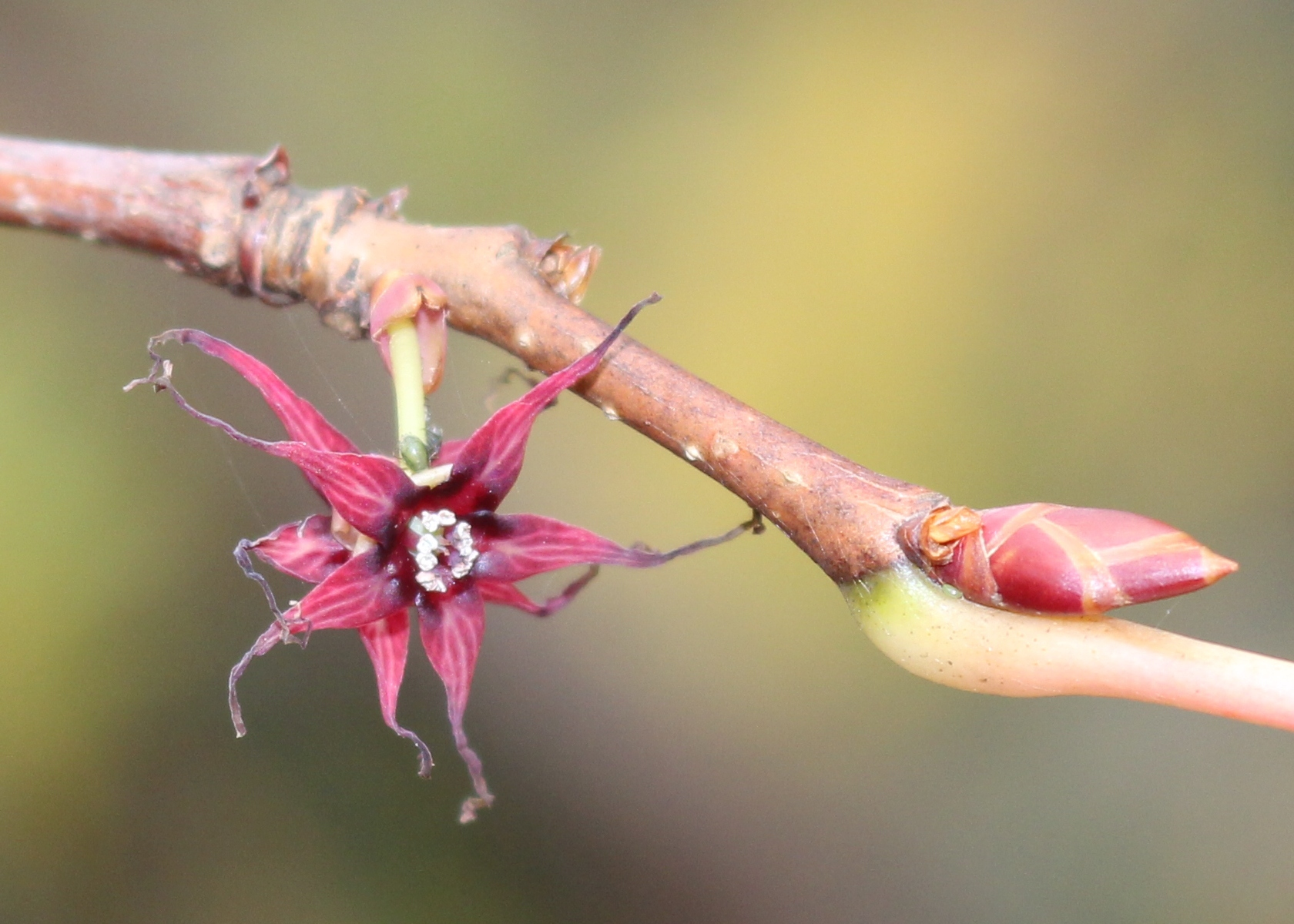
Unterfamilie Disanthoideae: Doppelblüte (Disanthus cercidifolius)

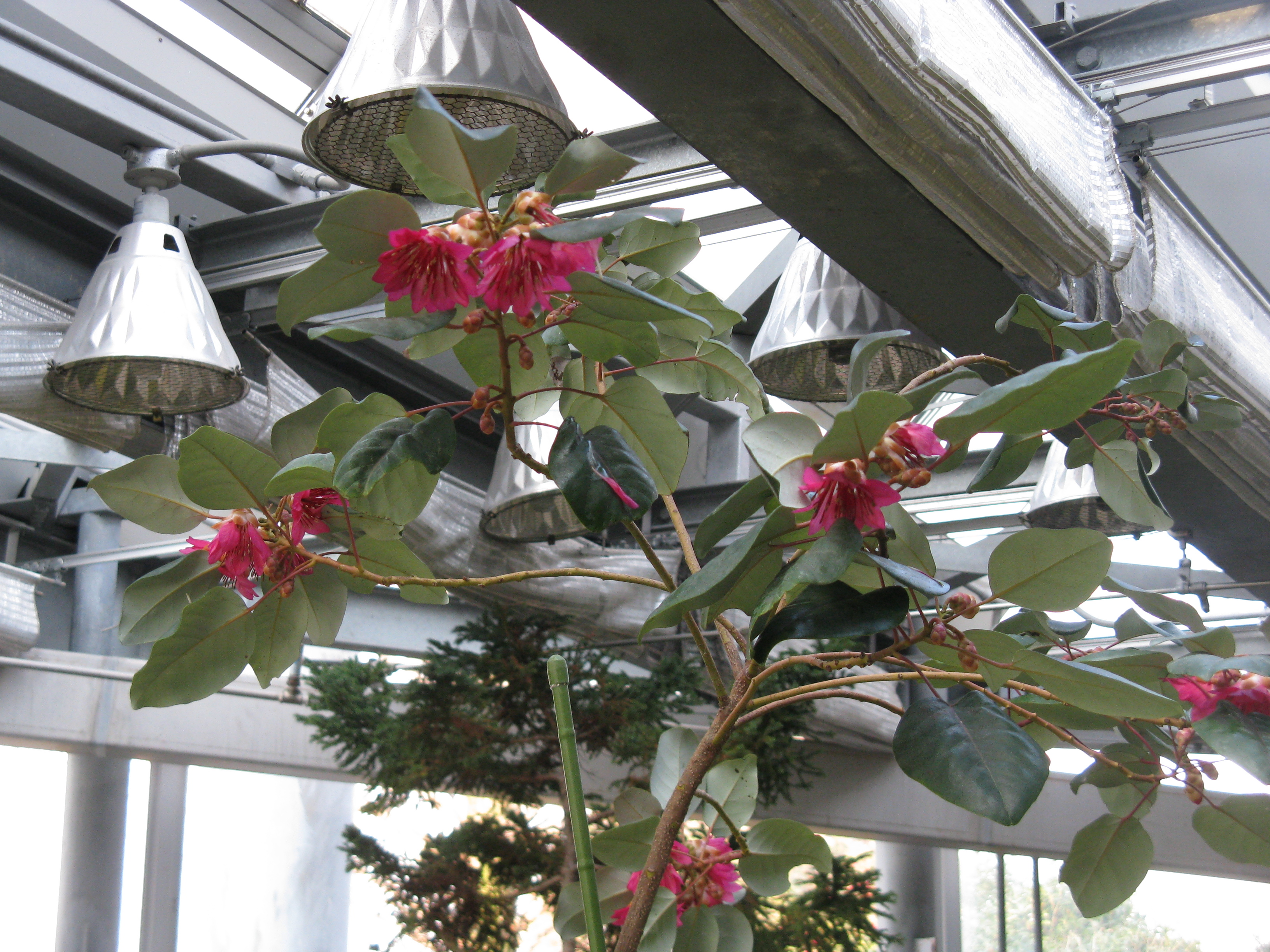
Unterfamilie Exbucklandoideae: Rhodoleia championii

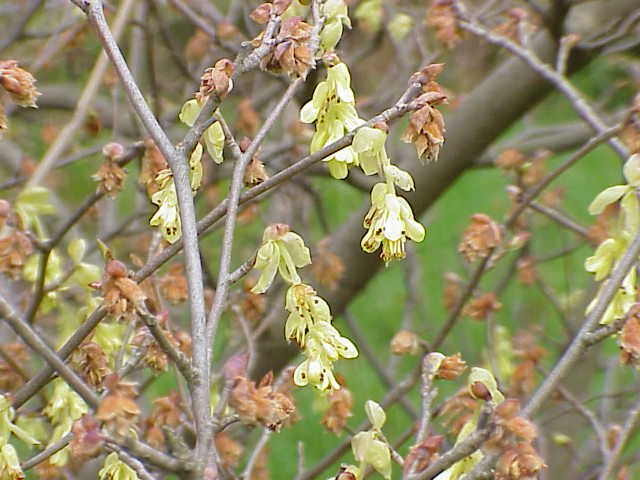
Tribus Corylopsideae: Corylopsis spicata

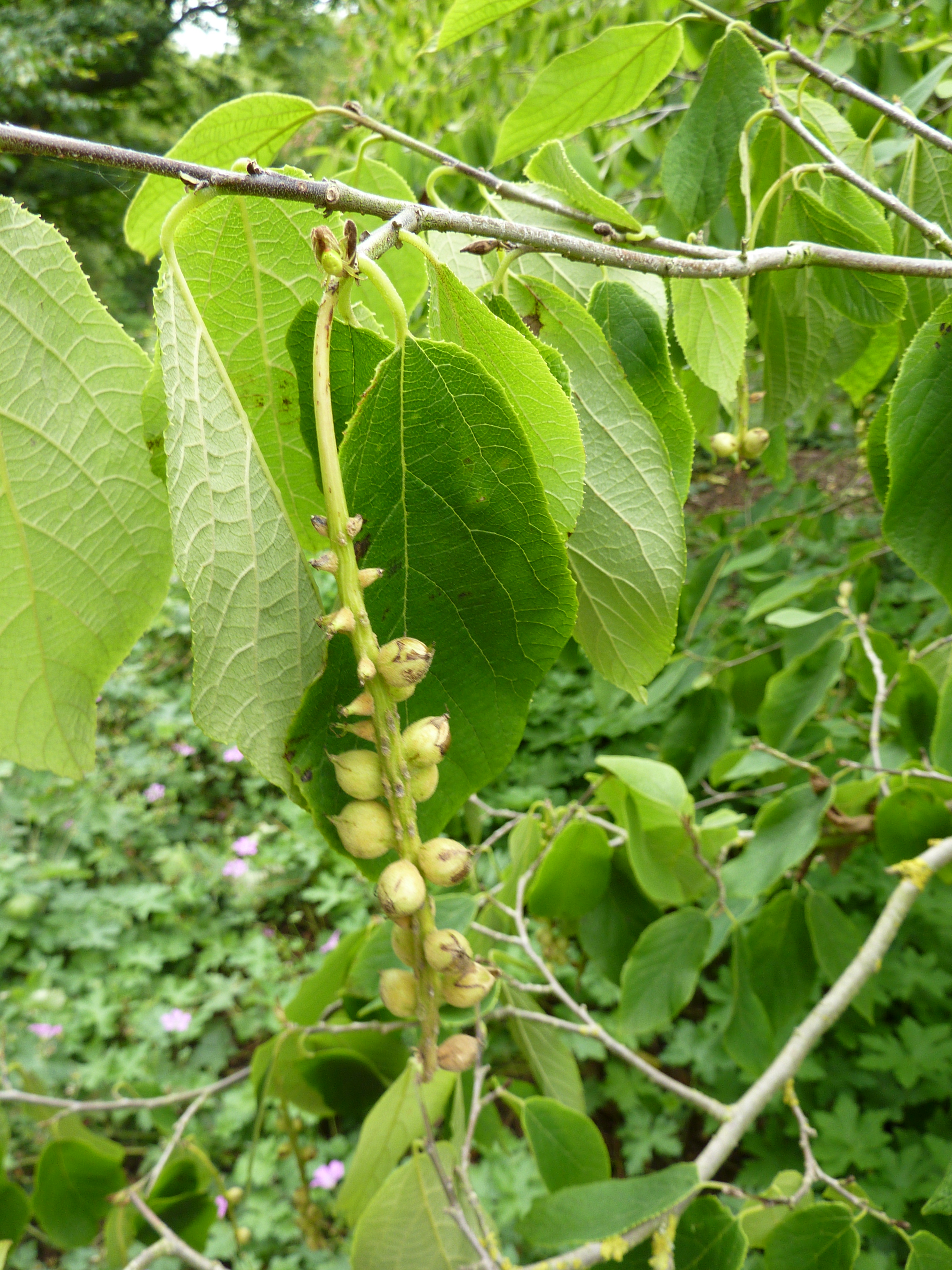
Tribus Eustigmateae: Sinowilsonia henryi

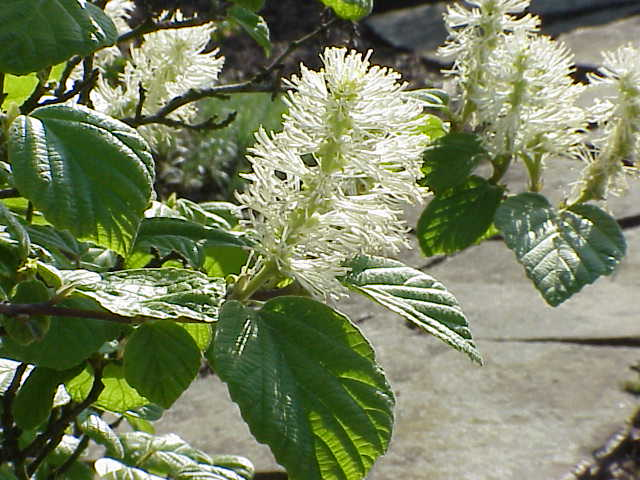
Tribus Fothergilleae: Großer Federbuschstrauch (Fothergilla major)

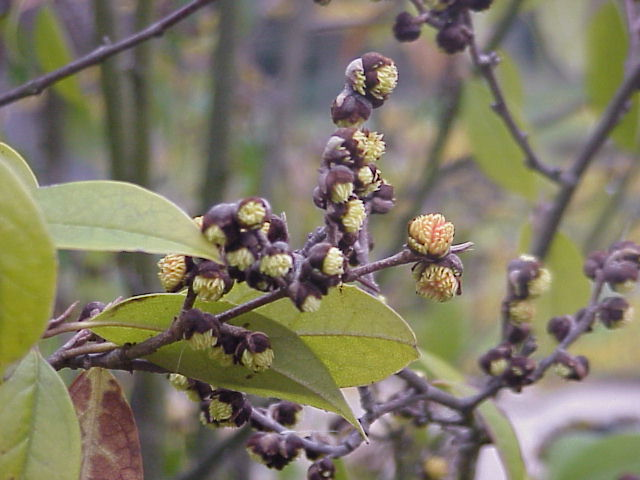
Tribus Fothergilleae: Sycopsis sinensis

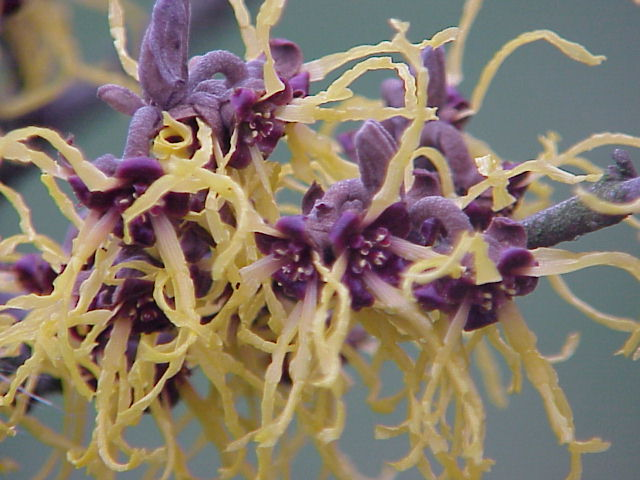
Tribus Hamamelideae: Zaubernuss (Hamamelis japonica)

Die Familie der Zaubernussgewächse (Hamamelidaceae) wird in drei oder vier Unterfamilien gegliedert und enthält 27 bis 28 Gattungen mit 80 bis 12 Arten:
- Unterfamilie Disanthoideae Harms (Syn.: Disanthaceae Nakai):[14] Die Chromosomensätze betragen x = 8.[1] Sie enthält nur eine monotypische Gattung:[9]
  - Disanthus Maxim.: Seit 2017 gibt es zwei Arten,[15] beispielsweise:
    - Doppelblüte[16] (Disanthus cercidifolius Maxim.): Es gibt je eine Unterart in China und in Japan.[3]

- Unterfamilie Exbucklandoideae Harms:[14][5] Die Chromosomengrundzahlen betragen x = 8 oder 12.[1] Sie enthält zwei bis vier Gattungen mit bis zu 14 Arten:
  - Exbucklandia R.W.Br.: Die etwa vier Arten sind in Indien, Nepal, Sikkim, Bhutan, Myanmar, Thailand, Laos, Vietnam, China, Malaysia und Indonesien verbreitet.[3]
  - Rhodoleia Champ. ex Hook.: Die sechs bis zehn Arten sind in China, Indonesien, Malaysia, Myanmar und Vietnam verbreitet.[3]

- Unterfamilie Mytilarioideae H.T.Chang:[5] Sie enthält nur zwei monotypische Gattungen, also nur zwei Arten:[1][5]
  - Chunia H.T.Chang: Es gibt nur eine Art:
    - Chunia bucklandioides H.T.Chang: Dieser Endemit gedeiht nur in Regenwäldern in feuchten Tälern in Höhenlagen von 300 bis 600 Metern nur im südlichen Hainan.[3]

  - Mytilaria Lecomte: Es gibt nur eine Art:
    - Mytilaria laosensis Lecomte: Sie ist in China, Laos und im nördlichen Vietnam verbreitet.[3]

- Unterfamilie Hamamelidoideae Burnett[14] (Syn.: Fothergillaceae Nutt., Parrotiaceae Horan.):[1] Die Chromosomengrundzahlen betragen x = 12.[1] Die Gliederung dieser Unterfamilie in Tribus und Subtribus wird kontrovers diskutiert.[1] Sie wird beispielsweise in vier[9] oder mehr[5] Tribus gegliedert und enthält etwa 23 Gattungen mit etwa 78 Arten:[1]
  - Tribus Corylopsideae Harms:[14] Sie enthält nur eine Gattung:[5]
    - Scheinhaseln[16] (Corylopsis) Sieb. & Zucc.: Die 29 bis 30 Arten sind in China (20 Arten), Indien, Japan und Korea verbreitet.[3]

  - Tribus Dicorypheae JianH.Li & Bogle: Sie wurde 2001 aufgestellt und enthält etwa fünf Gattungen:[5]
    - Dicoryphe Thouars: Die 12 bis 13 Arten kommen nur auf Madagaskar (6 Arten) und den Komoren vor.[17]
    - Neostrearia L.S.Sm.: Es gibt nur eine Art:
      - Neostrearia fleckeri L.S.Sm.: Sie kommt nur im australischen Bundesstaat Queensland vor.

    - Noahdendron P.K.Endress et al.: Es gibt nur eine Art:
      - Noahdendron nicholasii P.K.Endress et al.: Sie kommt nur im australischen Bundesstaat Queensland vor.

    - Ostrearia Baill.: Es gibt nur eine Art:
      - Ostrearia australiana Baill.: Sie kommt nur im australischen Bundesstaat Queensland vor.

    - Trichocladus Pers.: Von den etwa vier Arten sind etwa zwei Arten im tropischen Ostafrika und etwa drei Arten sind im südlichen Afrika verbreitet.

  - Tribus Eustigmateae Harms:[14] Sie enthält etwa drei Gattungen:
    - Eustigma Gardner & Champ.: Die seit 2016 etwa vier Arten sind in China (alle drei Arten) und Vietnam verbreitet.[3][18]
    - Fortunearia Rehder & E.H.Wilson: Ist eine monotypische Gattung mit der einzigen Art:
      - Fortunearia sinensis Rehder & E.H.Wilson: Sie gedeiht in Wäldern in Höhenlagen von 800 bis 1000 Metern in den chinesischen Provinzen Anhui, Henan, Hubei, Jiangxi, Shaanxi, Sichuan sowie Zhejiang.[3]

    - Sinowilsonia Hemsl.: Ist eine monotypische Gattung mit der einzigen Art:
      - Sinowilsonia henryi Hemsl.: Die etwa drei Varietäten gedeihen in Wäldern in Höhenlagen von 800 bis 1500 Metern in den chinesischen Provinzen Gansu, Henan, Hubei, Shaanxi, Shanxi sowie Sichuan.[3]

  - Tribus Fothergilleae A.DC. (Syn.: Fothergillaceae Nutt.):[5] Sie enthält etwa neun Gattungen:
    - Distyliopsis P.K.Endress: Die etwa sechs Arten kommen in China (fünf Arten), Laos, Malaysia und Neuguinea vor.[3]
    - Distylium Sieb. & Zucc.: Die etwa 18 Arten sind in China (12 Arten), in Assam, Indonesien (Java und Sumatra), Japan (nur Ryūkyū-Inseln), Korea und Malaysia verbreitet.[3]
    - Federbuschsträucher (Fothergilla L.): Es gibt zwei[4] bis vier Arten in gemäßigten Gebieten in den südöstlichen USA.[19]
    - Matudaea Lundell: Es gibt zwei oder drei rezente Arten in der Neotropis von Mexiko über Zentralamerika bis Kolumbien.[19][20]
    - Molinadendron P.K.Endress: Die zwei oder drei Arten kommen im westlichen Mexiko, Honduras und Guatemala vor.[19][20]
    - Parrotia C.A.Mey. (Syn.: Shaniodendron M.B.Deng et al.): Mit einer oder zwei Arten:
      - Parrotia persica (DC.) C.A.Mey.: Es ist ein Endemit des Elburs-Gebirge im südwestlichen Asien.
      - Parrotia subaequalis (H.T.Chang) R.M.Hao & H.T.Wei (Syn.: Shaniodendron subaequale (H.T.Chang) M.B.Deng, H.T.Wei & X.Q.Wang): Diese gefährdete Art gedeiht nur in Bergwäldern in Höhenlagen von 600 bis 700 Metern in Anhui (nur in Jinzhai Xian, Jixi Xian, Shucheng Xian), im südlichen Jiangsu (nur in Yixing Xian) und nördlichen Zhejiang (nur in Anji Xian).

    - Parrotiopsis (Nied.) C.K.Schneid.: Ist eine monotypische Gattung mit der einzigen Art:
      - Scheinparrotie (Parrotiopsis jacquemontiana (Decne.) Rehder) (Syn.: Parrotia jacquemontiana Decne.): Sie kommt im Himalaya vor.[21]

    - Sycopsis Oliv.: Die zwei oder drei Arten sind in Assam, Taiwan, China und Südostasien verbreitet.[3]

  - Tribus Hamamelideae: Sie enthält nur eine (selten bis zu zehn) Gattung:
    - Zaubernuss[16] (Hamamelis L.): Die vier[4] bis sechs Arten kommen in gemäßigten Gebieten in einem disjunktem Areal im östlichen Nordamerika,[19] und in Ostasien in China (eine Art) sowie Japan vor.[3]

  - Tribus Loropetaleae Zhang:[14] Sie scheint paraphyletisch zu sein und enthält drei bis vier Gattungen:
    - Embolanthera Merr.: Von den etwa zwei Arten kommt eine im südlichen Vietnam und die andere in Palawan vor.
    - Riemenblüten[16] (Loropetalum R.Br. ex Rchb., Syn.: Tetrathyrium Benth.): Die ein (ohne die beiden Tetrathyrium-Arten) bis drei Arten kommen in China (alle drei Arten), Japan und im nördlichen sowie östlichen Indien vor.[3]
    - Maingaya Oliv.: Ist eine monotypische Gattung mit der einzigen Art:
      - Maingaya malayana Oliv.: Sie wurde nach 1921 lange Zeit nicht mehr gesammelt und wurde 1971 wiederentdeckt. Dieser Endemit kommt nur auf der malaiische Halbinsel in Perak sowie Penang vor. Bei der IUCN wird sie seit 1998 auf Grund des Habitatverlustes als VU = „Vulnerable“ = „gefährdet“ (es wäre ein aktuelles Monitoring erforderlich). Sie wurde im primären Regenwald in einer Höhenlage bis zu 960 Metern gefunden.[22]

Die drei früher in die Hamamelidaceae eingegliederten Gattungen Altingia Noronha, Liquidambar L. und Semiliquidambar HungT.Chang bilden bei „APG III“ sowie „APG IV“ die eigene kleine Familie Altingiaceae.

## Nutzung

### Zierpflanzen
Von einigen Gattungen werden einige Arten und Hybriden als Ziergehölze in Parks und Gärten verwendet. Besonders reizvoll ist, dass einige Arten sehr früh im Jahr (noch im Winter) blühen.

### Heilpflanzen
Einige Arten sind Heilpflanzen:
Hamamelis virginiana (Droge: Hamamelidis folium – Hamamelisblätter; deutsche Namen: Hamamelis, Hexenhasel, Virginische Zaubernuss):
Angewendet werden Zaubernussblätter bei leichten Hautverletzungen, lokalen Entzündungen der Haut und Schleimhäute; Hämorrhoiden und bei Krampfaderbeschwerden. In der Volksmedizin erfolgt eine Gabe auch innerlich bei Durchfallerkrankungen. Die Wirkungen beruhen auf dem Gehalt an Gerbstoffen (adstringierend, lokal hämostyptisch (blutstillend) und entzündungshemmend).
Die medizinischen Wirkungen von Loropetalum chinense wurden untersucht.
Typische Inhaltsstoffe innerhalb der Familie der Hamamelisgewächse sind Polyphenole, darunter Gerbstoffe (insbesondere Gallotannine), und Balsame.

### Holz
Das dunkelbraune Holz von Distylium racemosum wird beispielsweise zur Herstellung von Musikinstrumenten verwendet. Von Parrotiopsis jacquemontiana werden aus den flexiblen Zweigen Körbe und Seile für Brücken hergestellt; das harte, schwere Holz wird beispielsweise für Stege, Zeltstangen, Axtstiele verwendet.